# Red (banda)
Red (estilizado como RED e/ou R3D) é uma banda de rock cristão dos Estados Unidos formada em 2004 em Nashville, Tennessee. Red tem um estilo rock alternativo e nu metal. O quarteto é identificado como uma banda cristã, o que é confirmado pelos próprios integrantes da banda, suas canções não contêm referências explícitas à religião ou fé, mas o tema espiritual em suas letras fez com que a banda atraísse o público cristão. Conhecido por ser um grupo incansável, Red tem uma qualidade dinâmica e dramática em suas canções que é semelhante ao som de grupos como Shinedown e Linkin Park.

## História

### Início da carreira (2004-2005)
A formação inicial da banda era composta pelos gêmeos Anthony (guitarrista) e Randy (baixista), o vocalista Michael Barnes, o baterista Andrew Hendrix e o guitarrista Jasen Rauch. De acordo com o encarte contido no CD End of Silence, Jasen Rauch é o compositor principal da banda. Red assinou um contrato de desenvolvimento com a empresa de produção independente de Rob Graves, produtor de rock que já foi nomeado ao Grammy e ganhou o prêmio Dove. Depois de gravar vários demos, a banda assinou contrato com uma das gravadoras associadas à marca Sony BMG, Essential Records. Andrew Hendrix saiu da banda e depois de muita procura, a banda escolheu Hayden Lamb (irmão gêmeo do guitarrista Hunter Lamb, que formou a banda Paramore) como substituto na bateria. Como resultado de seu sucesso no trabalho anterior com o Red, Rob Graves foi escolhido para produzir o álbum de estréia da banda, End of Silence.
Quando questionados se eles se consideram uma “banda cristã”, Anthony Armstrong afirma: “Nós gostamos de nos referir como uma banda cristã porque é o que somos. Se nos perguntarem se somos uma banda cristã, nós sempre diremos que sim. Se nos perguntarem o por que, nós diremos o por que.”
Em uma entrevista ao Always Acoustic, Jasen Rauch fala sobre o significado do nome da banda. Ele afirma que a palavra “redemption” (redenção / resgate) foi utilizada  mas diz que não é abreviação para nada, é apenas Red (vermelho). Ele atribui todo o crédito para Andrew Hendrix pelo nome.
A banda é bem conhecida pelos envolventes e energéticos shows ao vivo, já tendo realizado mais de 2.000 shows desde que End of Silence foi lançado. A venda dos álbums End of Silence e Innocence & Instinct já ultrapassaram 700.000 ao todo.
Red ocasionalmente oferecem tickets de shows acústicos particulares, onde os fãs tem a oportunidade de sair com a banda a bordo do ônibus de turnê e ouvir música acústica ao vivo antes do show principal.

### End of Silence(2006)
O álbum gerou três singles que foram top na Billboard Mainstream Rock. Os críticos compararam Red a bandas como Linkin Park, Breaking Benjamin e Chevelle. A revista Mainstream Music não deu muita atenção ao CD, o contrário das revistas cristãs. O vocalista, Michael Barnes oscilou entre nos momentos de intensidade durante o CD. Em 2006, "End of Silence" foi candidato ao Grammy de Best Rock or Rap Gospel Album, perdendo para Turn Jonny Lang's Around.

### Innocence & Instinct(2009)
A banda Red retornou em 2009 com "Inoccence & Instint", dizendo que o CD foi inspirado pelo filme Inferno de Dante e um acidente grave no Tour 2007, em que sua van bateu em um guard-rail e o foi para o outro lado da estrada. "

### Until We Have Faces(2011)
O CD já foi lançado e possui dois clipes: "Feed The Machine" e "Lie To Me (Denial)". O primeiro clipe traz um enredo forte, com a encenação da morte de um dos integrantes da banda. Segundo o blog Amplificador, "'Until We Have Faces' trata da busca da verdadeira identidade do ser humano e é inspirado no livro de título similar 'Till We Have Faces', do escritor e pensador cristão C.S. Lewis."

### Gone(2017-2018)
O material do sexto álbum da Red, Gone, já estava sendo trabalhado em novembro de 2016, com as principais sessões de ensaio ocorrendo no mês seguinte. Anthony Armstrong expressou uma mudança no lançamento de álbuns da maneira tradicional, devido ao declínio nas vendas físicas e à popularidade da música digital. Ele também disse que o grupo se afastaria mais dos mercados de música cristã neste lançamento e concentraria mais esforços na promoção e turnê no mercado musical em geral, que é onde eles começaram. O Gone foi anunciado oficialmente em setembro de 2017 e lançado em 27 de outubro. Uma edição deluxe de 17 faixas estará disponível. 
Em março e abril de 2018, eles fizeram uma turnê com Lacey Sturm, Righteous Vendetta e Messer.

## Membros
Atuais
- Michael Barnes - vocal (2004-presente)
- Anthony Armstrong - guitarra, vocal (2004-presente)
- Randy Armstrong - baixo, piano, vocal (2004-presente)
- Dan Johnson - bateria (2014 - presente)

Anteriores
- Andrew Hendrix - bateria (2004-2005)
- Hayden Lamb - bateria (2005-2008)
- Jasen Rauch - guitarra (2004)
- Joe Rickard - bateria (2008-2014)

Linha do Tempo

## Discografia

### Álbuns de estúdio
- 2006 - End of Silence
- 2009 - Innocence & Instinct
- 2011 - Until We Have Faces
- 2013 - Release the Panic
- 2014 - Release the Panic (Recalibrated)
- 2015 - Of Beauty and Rage
- 2017 - Gone
- 2020 - Declaration

### Compactos
| Ano  | Título              | Posições nos gráficos | Posições nos gráficos | Álbum                  |
| Ano  | Título              | US Mod                | US Main               | Álbum                  |
| ---- | ------------------- | --------------------- | --------------------- | ---------------------- |
| 2006 | "Breathe Into Me"   | —                     | 15                    | End of Silence         |
| 2007 | "Let Go"            | —                     | 21                    | End of Silence         |
| 2008 | "Already Over"      | 26                    | 18                    | End of Silence         |
| 2008 | "Fight Inside"      | —                     | —                     | Innocence And Instinct |
| 2008 | "Never Be The Same" | —                     | —                     | Innocence And Instinct |
| 2008 | "Death of Me"       | —                     | 38                    | Innocence And Instinct |